# Janssen (geslacht)

Janssen (ook: Janssen-de la Boëssière-Thiennes) is een geslacht waarvan leden sinds 1910 tot de Belgische adel behoren.

## Geschiedenis
De stamreeks begint met Gerard Janssen die in 1687 als schepen van Moelingen wordt vermeld en in 1732 overleed. Deze familie bracht later industriëlen en bankiers voort en kent twee takken die beide afstammen van de achterkleinzoon van de stamvader, notaris Guillaume Janssen (1760-1830); de oudste tak stamt af van een zoon uit diens tweede huwelijk, de andere tak van een zoon uit diens derde huwelijk. De laatste tak is nauw verbonden aan het bedrijf Solvay en behoort tot de rijkste families van België.

## Enkele telgen
- Guillaume Janssen (1760-1830), notaris
  - Gerard Janssen (1796-1864), koopman
    - Gustave Janssen (1825-1910), handelaar
      - Léon baron Janssen (1849-1923), vicegouverneur van de Generale Maatschappij van België
        - Albert Janssen (1872-1921), directeur-generaal van Tramways bruxellois
          - Adrienne Janssen (1897-1973), trouwde met haar verre neef Emmanuel baron Janssen (1879-1955)

        - Lucien baron Janssen (1874-1910), industrieel en burgemeester van Emptinne

    - Edouard Janssen (1827-1892), ingenieur
      - Ernest Janssen (1857-1913)
        - Albert-Edouard Janssen (1883-1966), advocaat, hoogleraar aan de Katholieke Universiteit Leuven, senator, minister van Financiën, directeur bij de Nationale Bank van België en voorzitter van de Belgische Vereniging van Banken

  - Corneille Janssen (1807-1882)
    - Armand Janssen (1847-1922), trouwde met Valentine Parrin (1855-1938), dochter van Paul Parrin, advocaat, burgemeester van Sint-Niklaas en provincieraadslid van Oost-Vlaanderen
    - Charles Janssen (1851-1918), advocaat en schepen van Brussel
      - Emmanuel baron Janssen (1879-1955), medeoprichter en vicevoorzitter van de Generale Bank, oprichter en voorzitter van de Union Chimique Belge (UCB), trouwde in eerste echt met Paule Van Parys (1885-1913), kleindochter van Ernest Solvay, en trouwde een tweede maal met zijn verre nicht Adrienne Janssen (1897-1973). Hij werd in 1930 verheven in de Belgische adel met de titel van baron bij eerstgeboorte.
        - Charles-Emmanuel baron Janssen (1907-1985), volksvertegenwoordiger, vicevoorzitter van de Generale Bank en voorzitter van UCB
          - Paul-Emmanuel baron Janssen (1931-2023), voorzitter van de raad van bestuur van de Generale Bank
          - Jhr. Eric Janssen (1933-2012), bankier en bestuurder, voorzitter van de Vrienden van het Théâtre National, bestuurder van de Vrienden van Koninklijke Musea voor Schone Kunsten van België, trouwde met Michèle gravin de la Boëssière-Thiennes (1944-1993). De kinderen uit dit eerste huwelijk verkregen in 2001 naamswijziging tot Janssen-de la Boëssière-Thiennes.
          - Daniel baron Janssen (1936), CEO van UCB, voorzitter van het directiecomité en voorzitter van de raad van bestuur van Solvay en voorzitter van het Verbond van Belgische Ondernemingen, trouwde met jkvr. Thérèse Bracht (1948), dochter van Charles-Victor baron Bracht, de ontvoerde en daarna vermoorde Antwerpse industrieel. Hij verkreeg in 1986 de persoonlijke titel van baron en in 2005 uitbreiding van deze titel op al zijn nazaten.
            - Charles-Antoine baron Janssen (1971), directeur-generaal bij UCB
            - Nicolas baron Janssen (1974), MR-kabinetsmedewerker, provincieraadslid van Waals-Brabant, schepen van Terhulpen en lid van het Waals Parlement en het Parlement van de Franse Gemeenschap, trouwde met Hélène gravin d'Udekem d'Acoz (1979), zus van koningin Mathilde
            - Edouard baron Janssen (1978), adjunct-thesaurier bij Solvay

        - Jhr. Roger Janssen (1908-1975), vicevoorzitter van UCB
        - Jhr. André Janssen (1911-1971), gedelegeerd bestuurder van UCB
          - Jkvr. Bridget Janssen (1947), trouwde met jhr. Jean van Rijckevorsel (1941), directeur UCB-Actias (verzekeringen), kleinzoon van jhr. Augustinus Bernardus Gijsbertus Maria van Rijckevorsel
          - Jkvr. Evelyn Janssen (1950), voorzitter van de raad van bestuur van UCB, trouwde met graaf Diego du Monceau de Bergendal (1949), voorzitter van de raad van bestuur van GIB Group